# شهرک صنعتی (هامون)
شهرک صنعتی، شهرکی در دهستان محمدآباد بخش مرکزی شهرستان هامون در استان سیستان و بلوچستان ایران است.

## جمعیت
بر پایه سرشماری عمومی نفوس و مسکن در سال ۱۳۹۵، جمعیت این شهرک برابر با ۳۷ نفر (۹ خانوار) بوده است.